# Von Abensperg und Traun

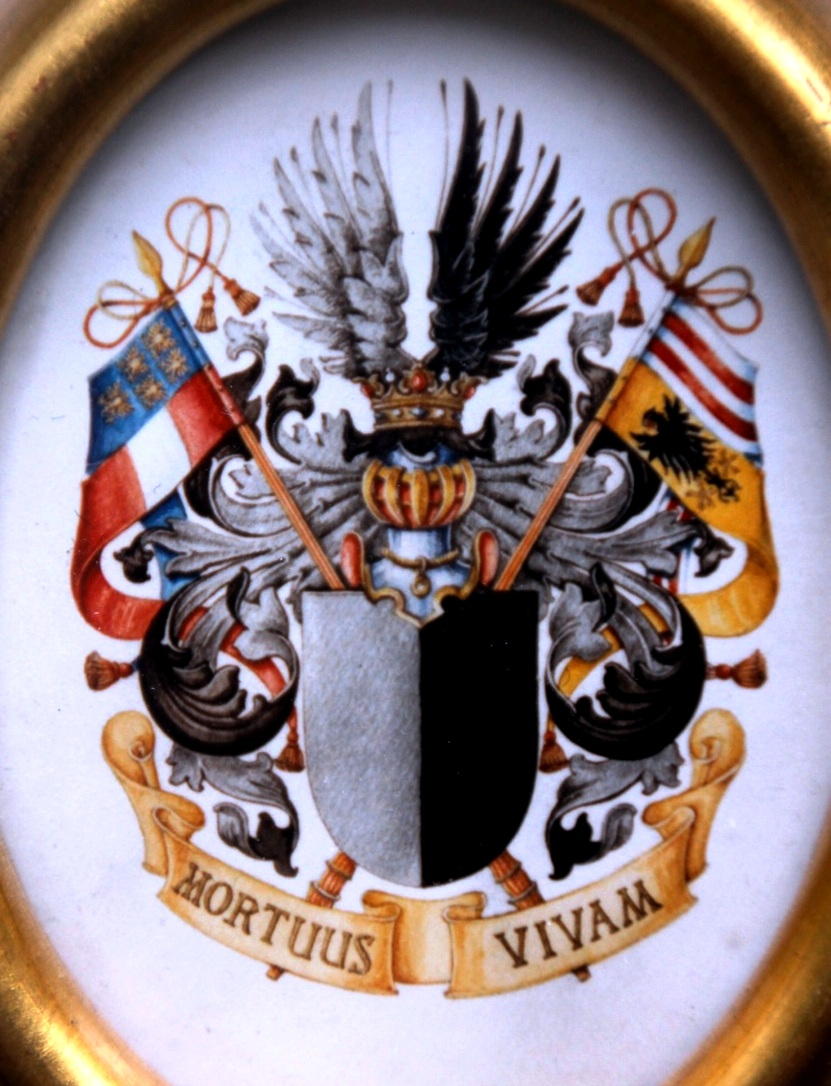
Het wapenschild van 1705. Wapenspreuk: Mortuus vivam

De familie Von Abensperg und Traun is een uit Traungau afkomstige, sinds 1653 grafelijke Oostenrijkse familie.

## Geschiedenis
De stamreeks begint met Pernhart (Berinhardus) I de Truna die vermeld wordt tussen 1114 en 1120 en voor 1140 overleed. Zijn nazaat Ehrenreich (1610-1659) werd in 1653 opgenomen in de Rijksgravenstand, met nog enkele van zijn naaste verwanten.
Tot op de dag van vandaag bezit de familie Von Abensperg und Traun nog gebieden, kastelen en forten in Oostenrijk.

## Galerij

Kastelen van de familie Abensberg und Traun
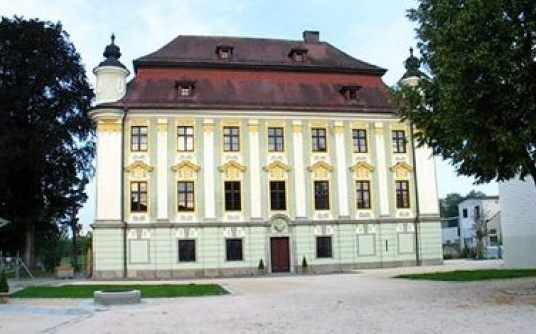
Kasteel Traun (1120-1630; 1664-heden)
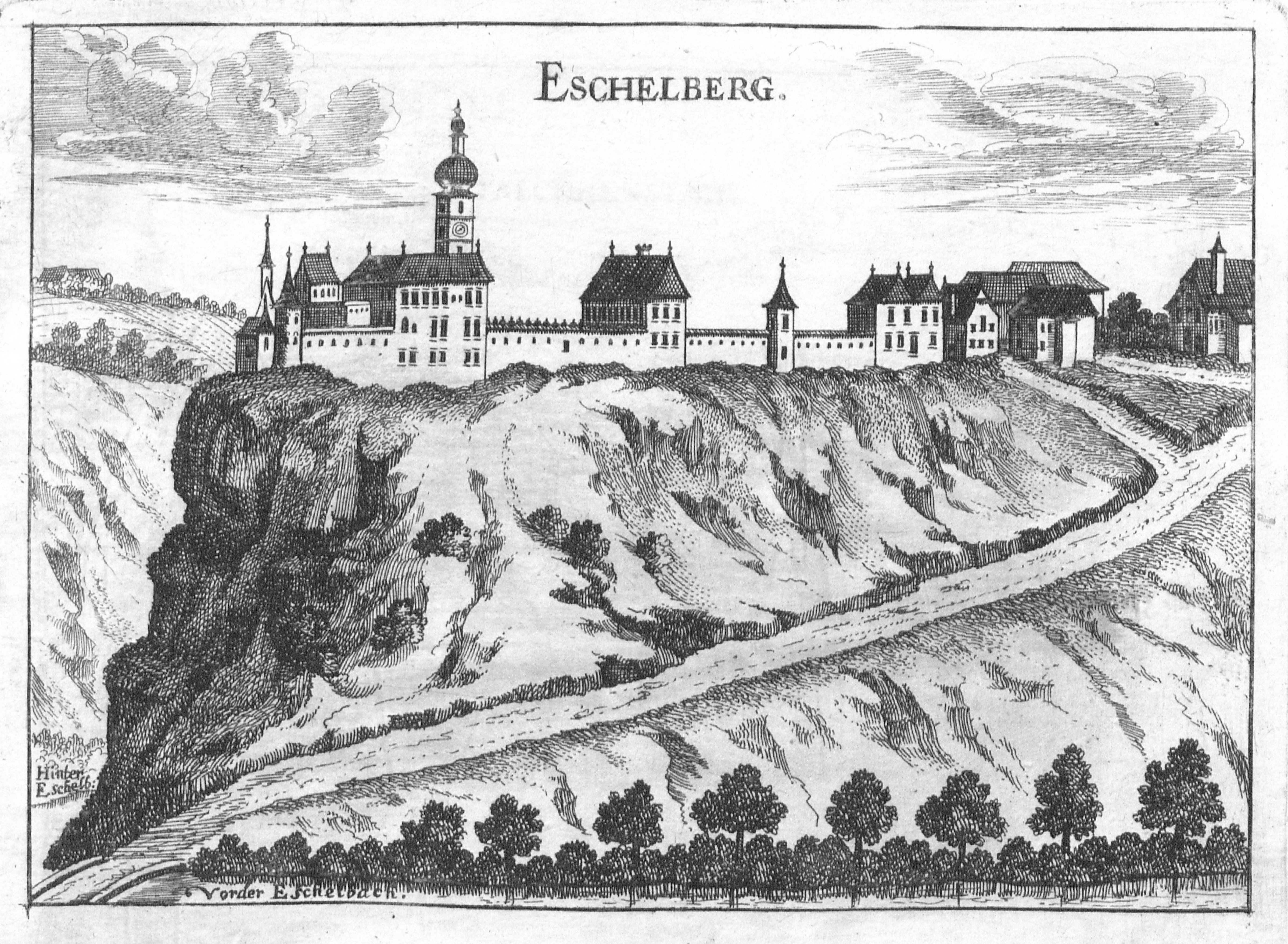
Kasteel Eschelberg (1283-1560)
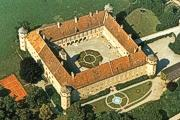
Kasteel Petronell (1656-2006)
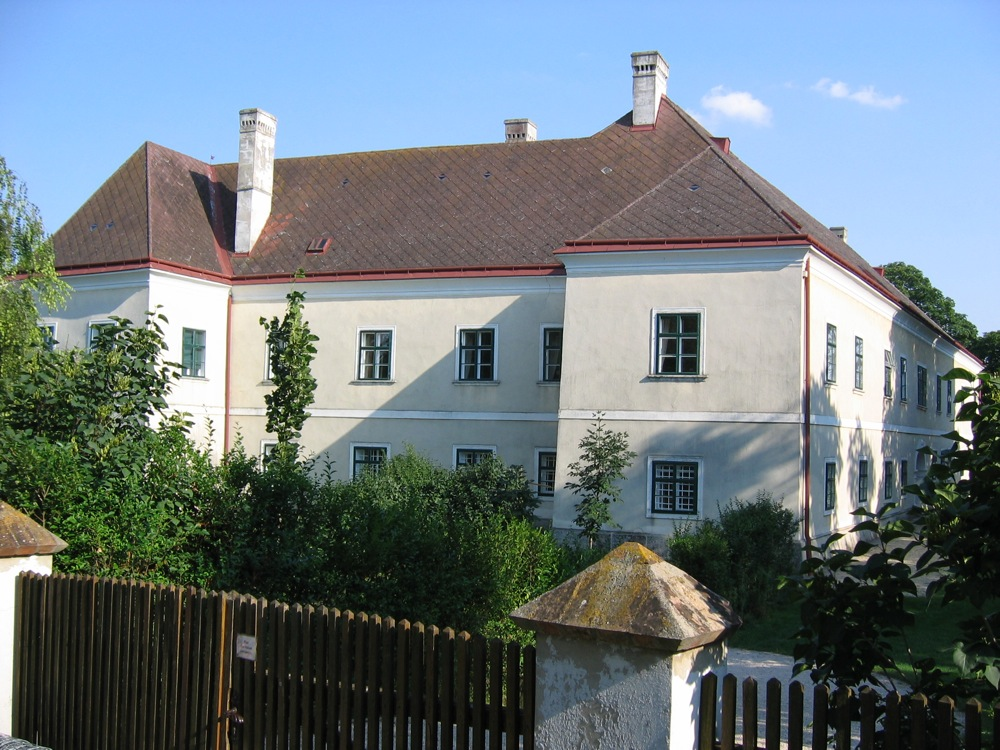
Kasteel Groß-Schweinbarth (1661-heden)
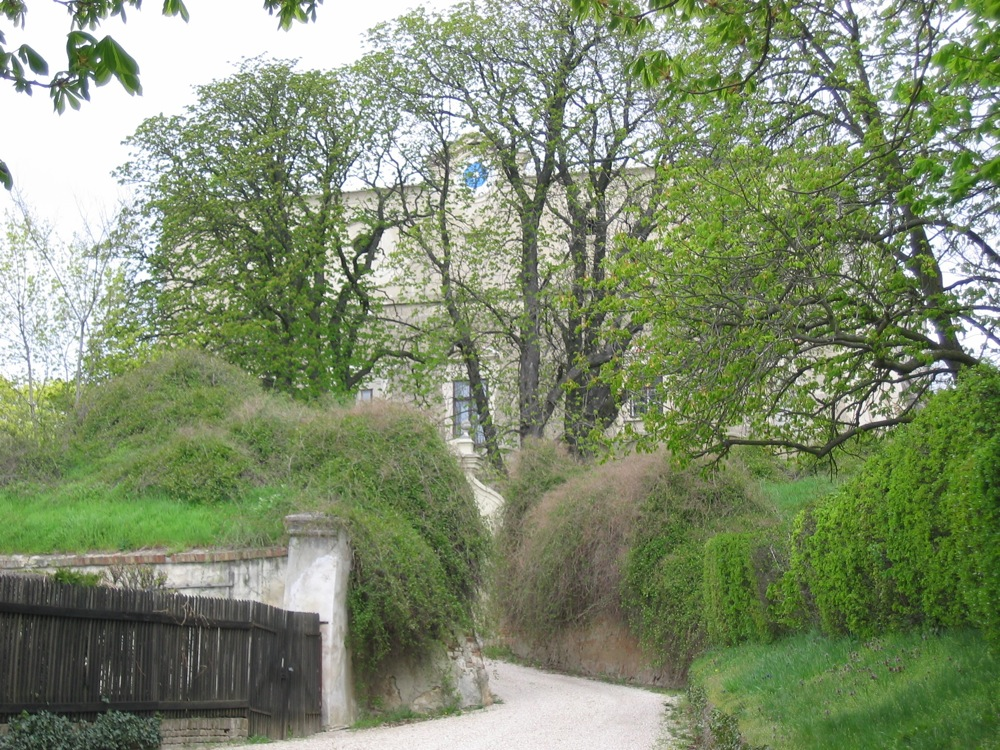
Kasteel Bockfließ (1635-heden)
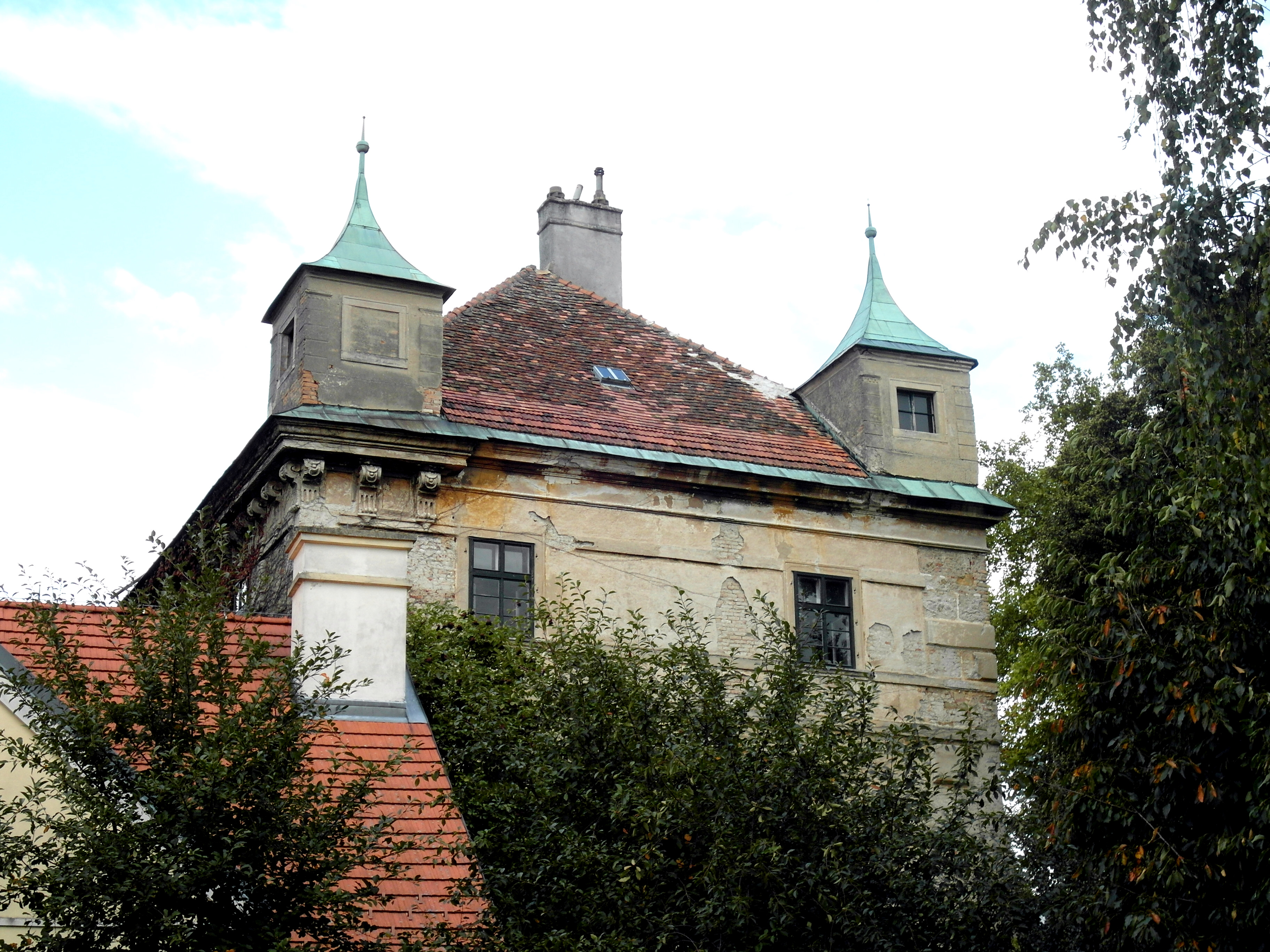
Kasteel Bisamberg (1640-1961)
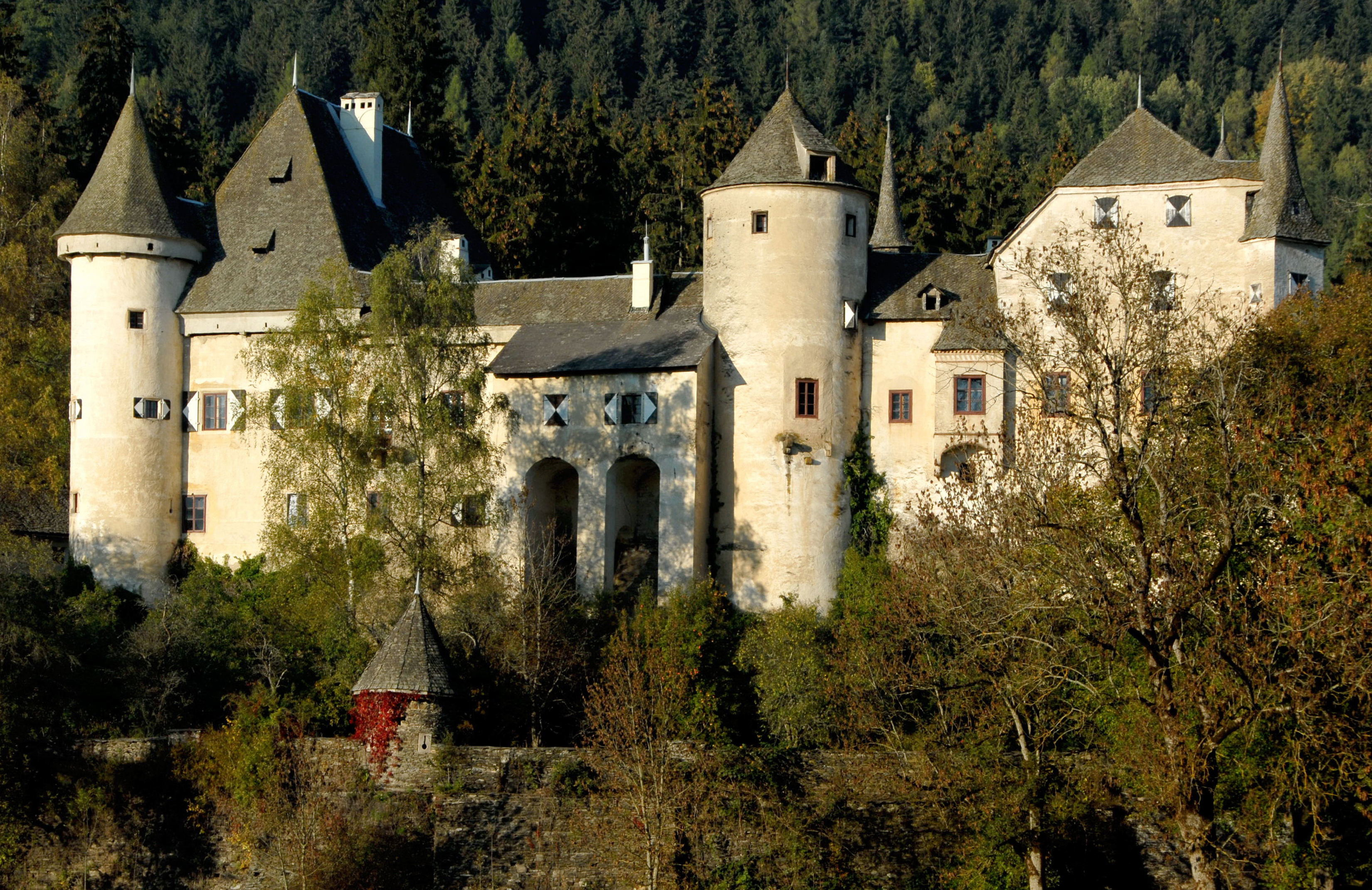
Kasteel Frauenstein (1864-1909)
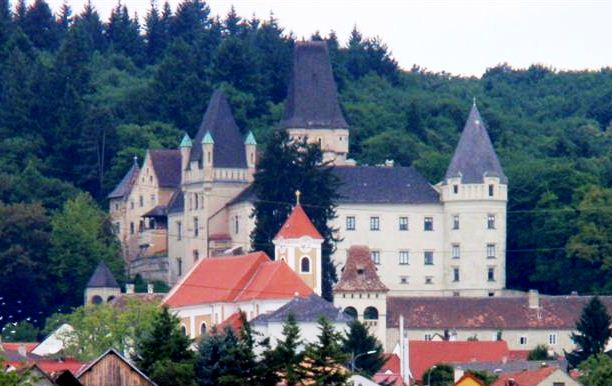
[Kasteel Maissau (1526-heden)
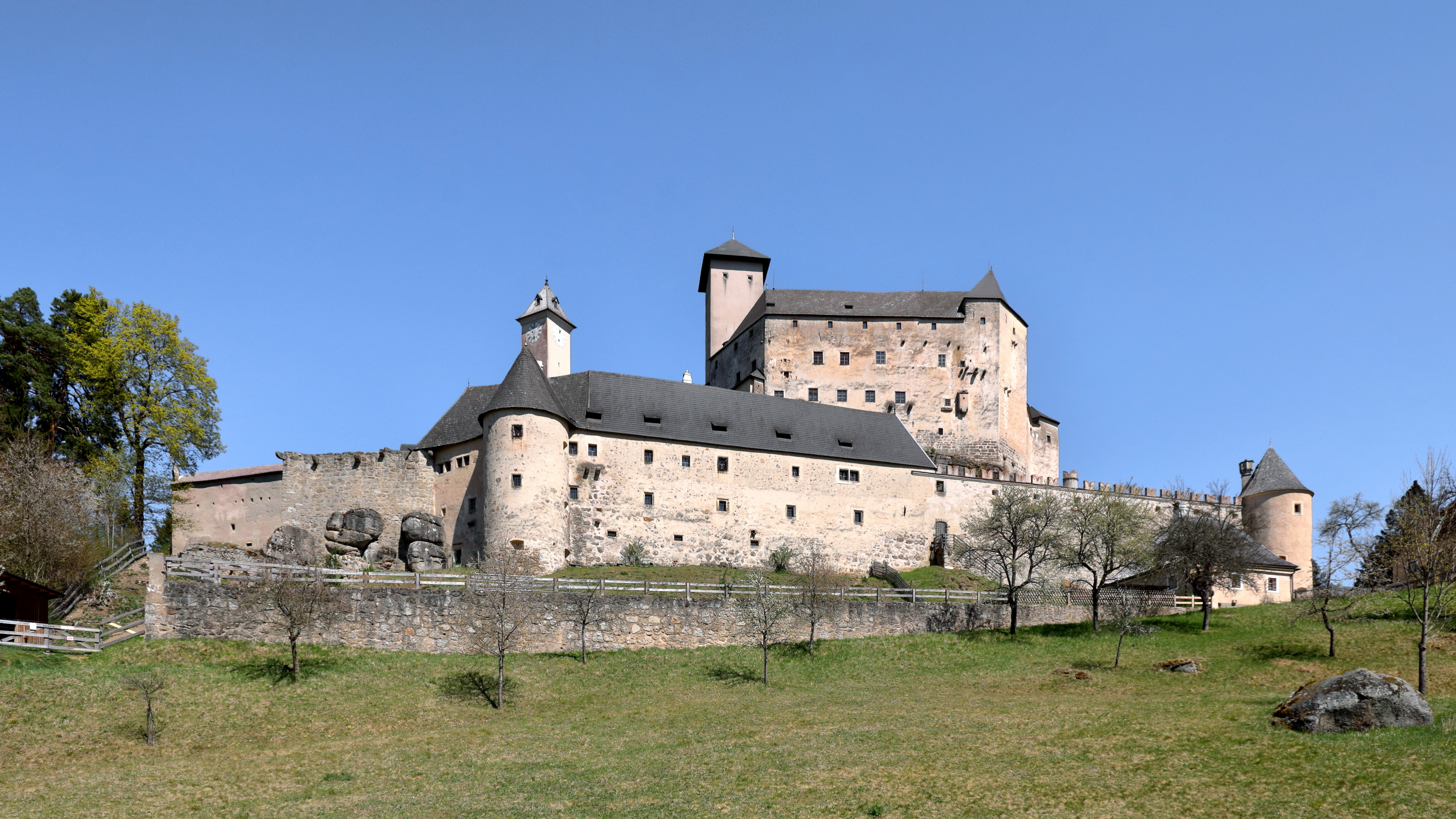
Slot Rappottenstein (1664-heden)
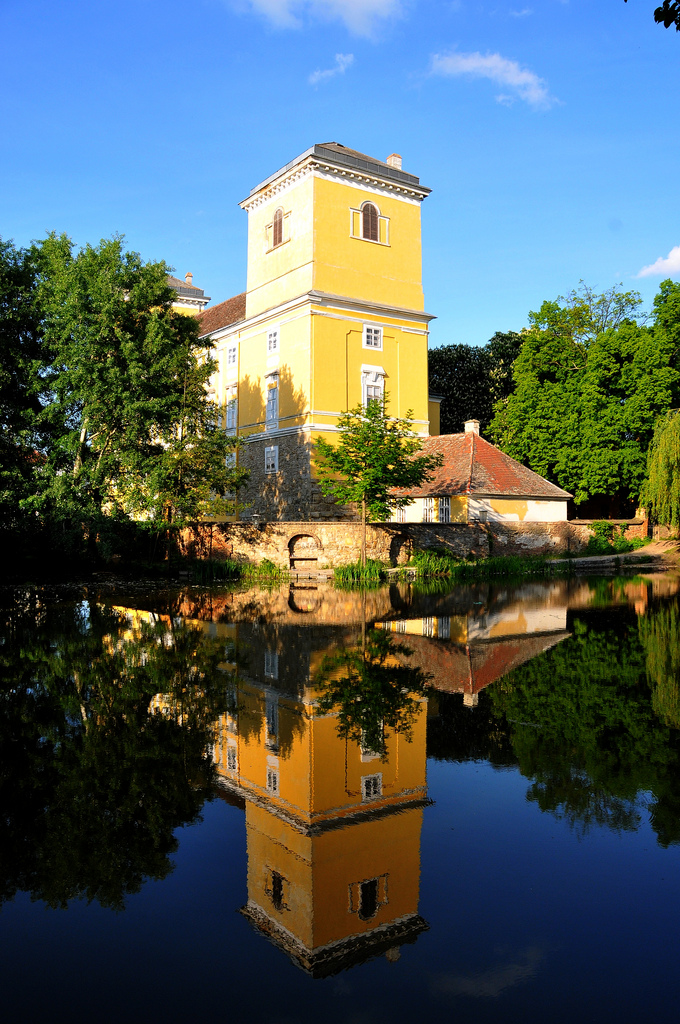
Kasteel Wolkersdorf im Weinviertel (1870-1884)
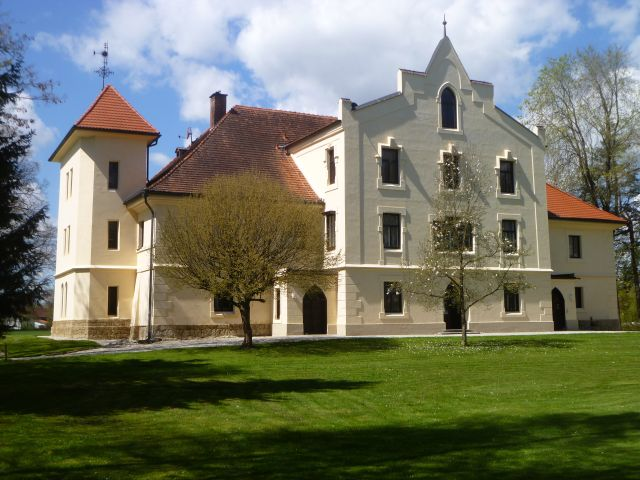
Kasteel Mamling (1710-1748)
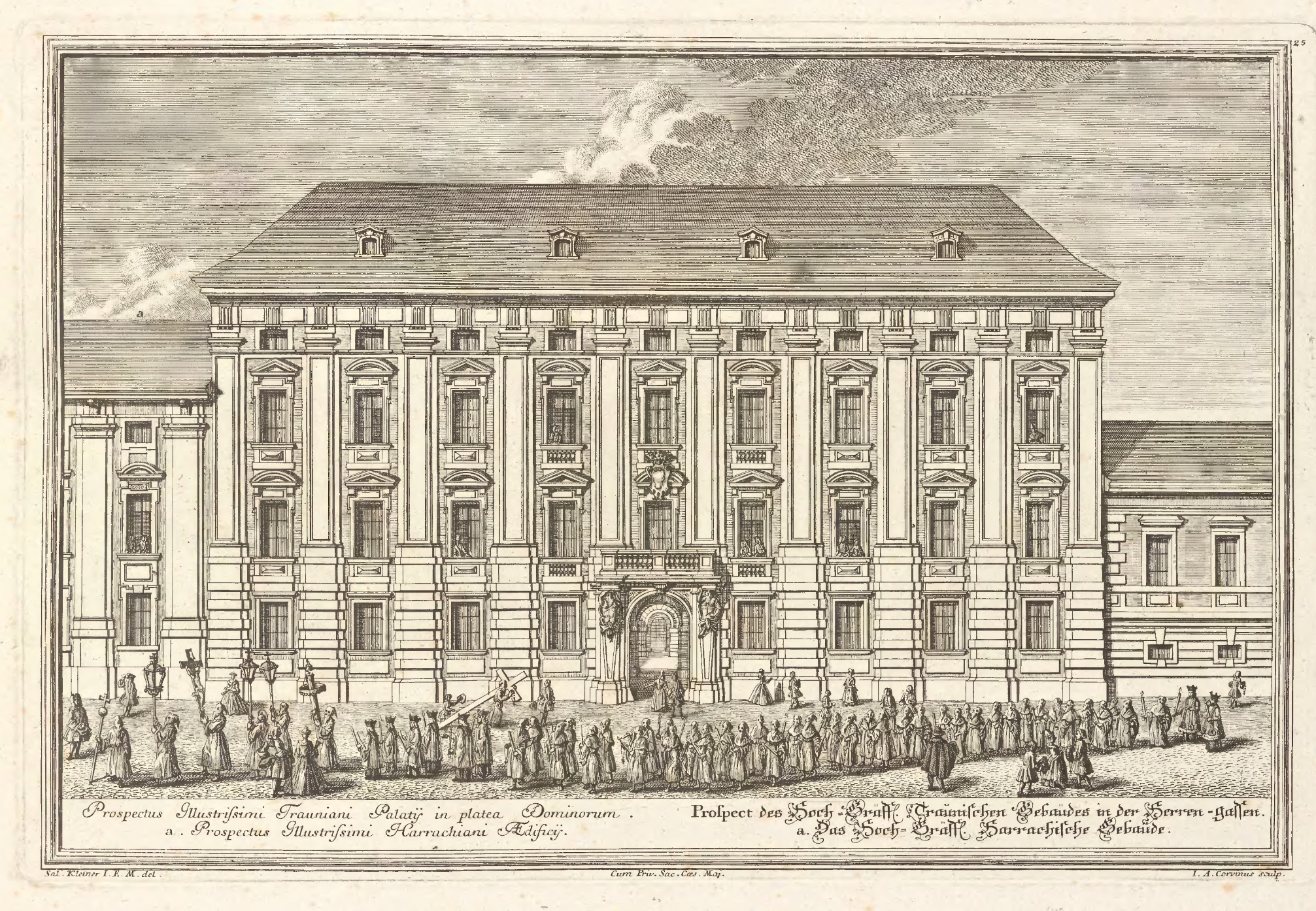
Wenen, Paleis Abensperg-Trau (Herrengasse) (1401-1855)
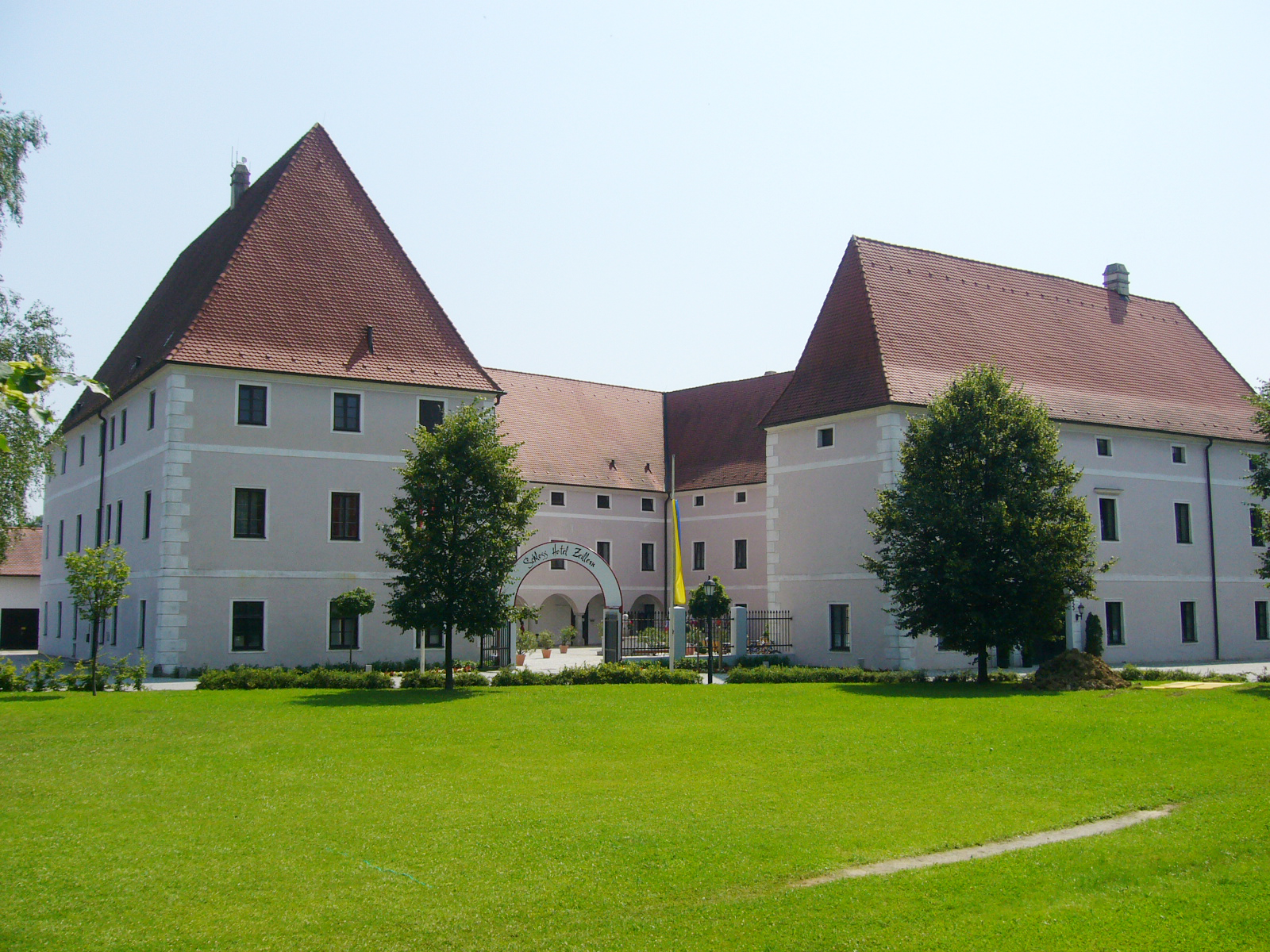
Kasteel Zeillern (1239-1329)
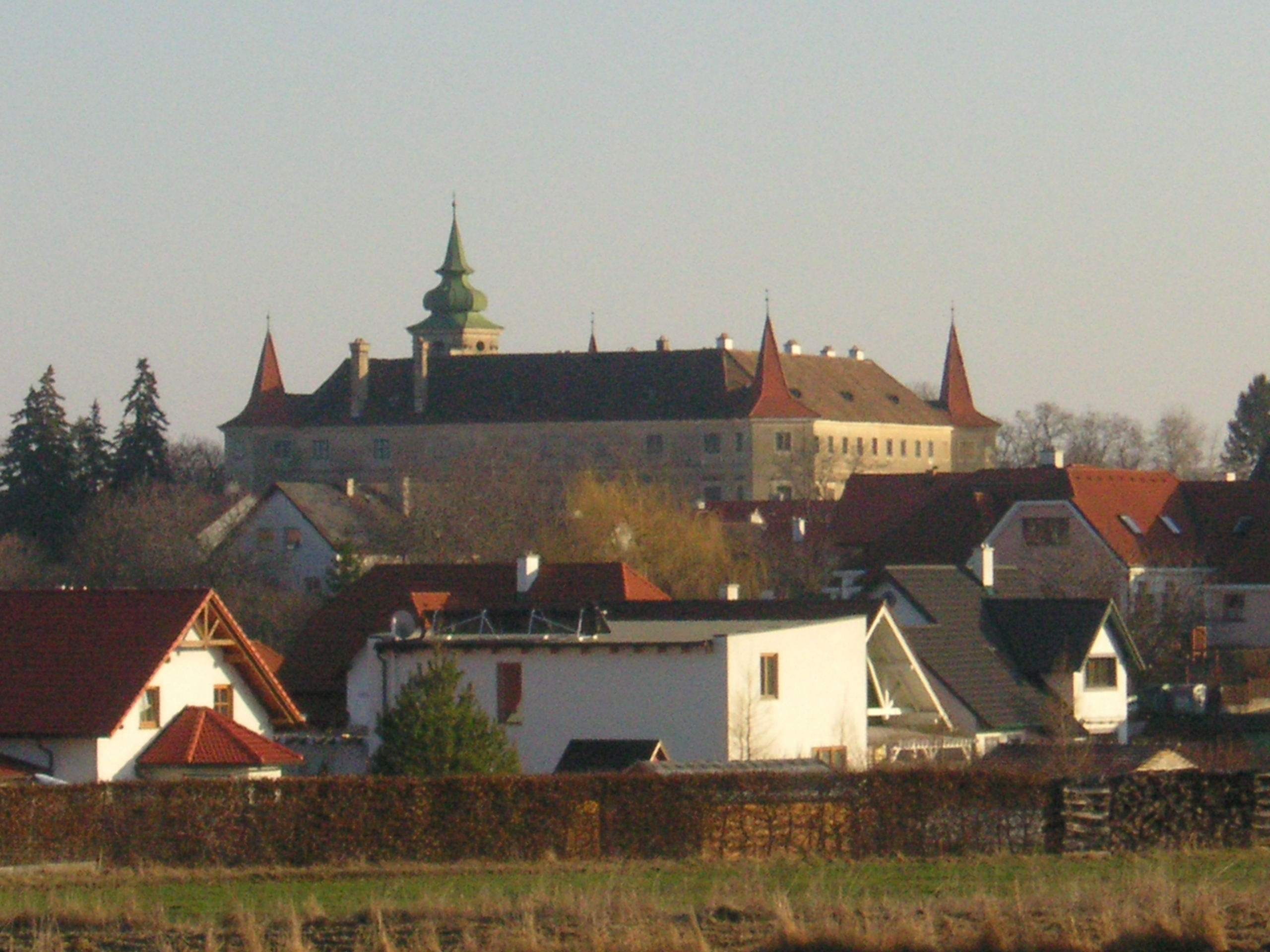
Kasteel Droß (17de eeuw)
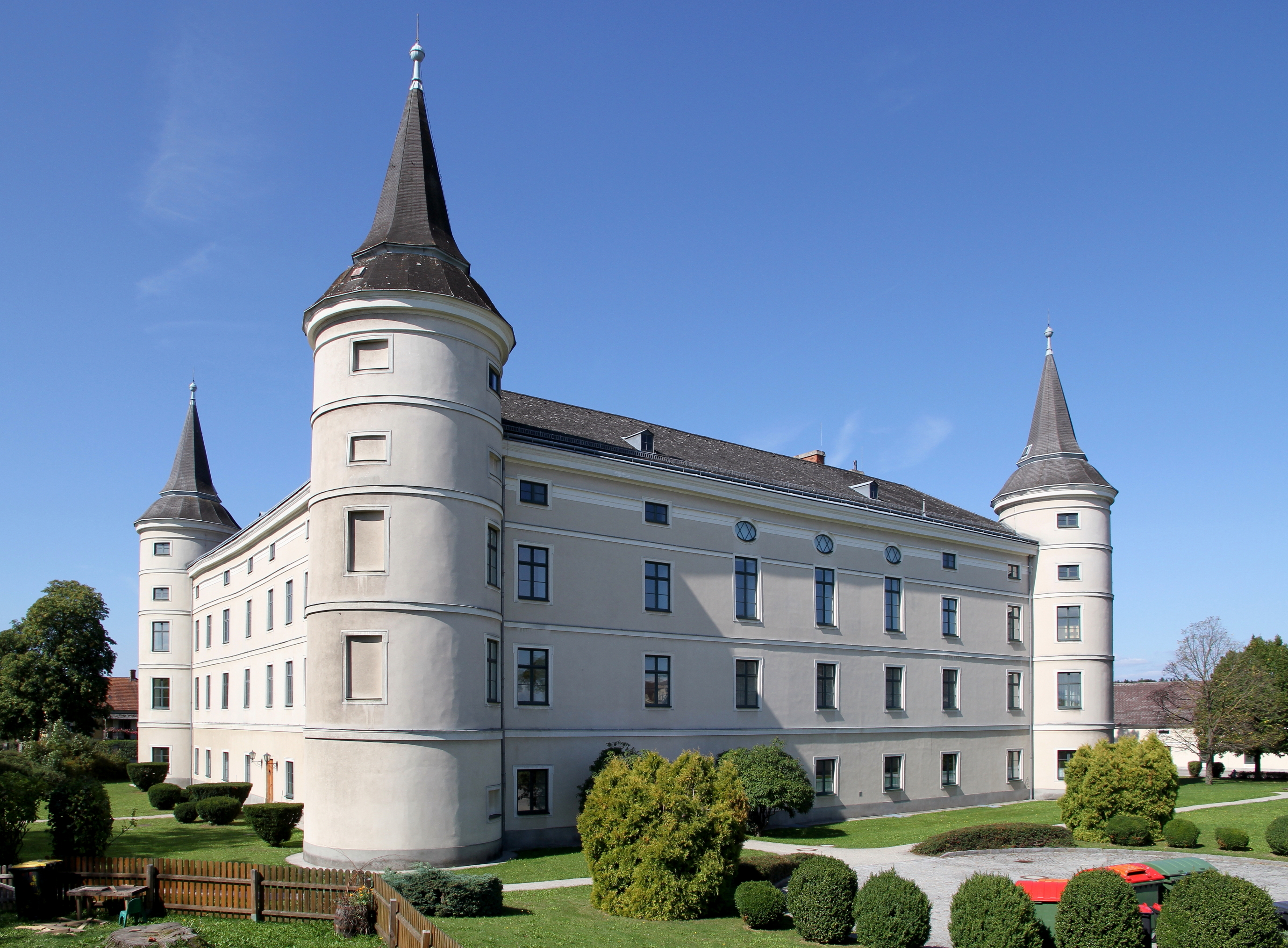
Kasteel Wolfpassing (1635-geërfd door de familie Geymann)
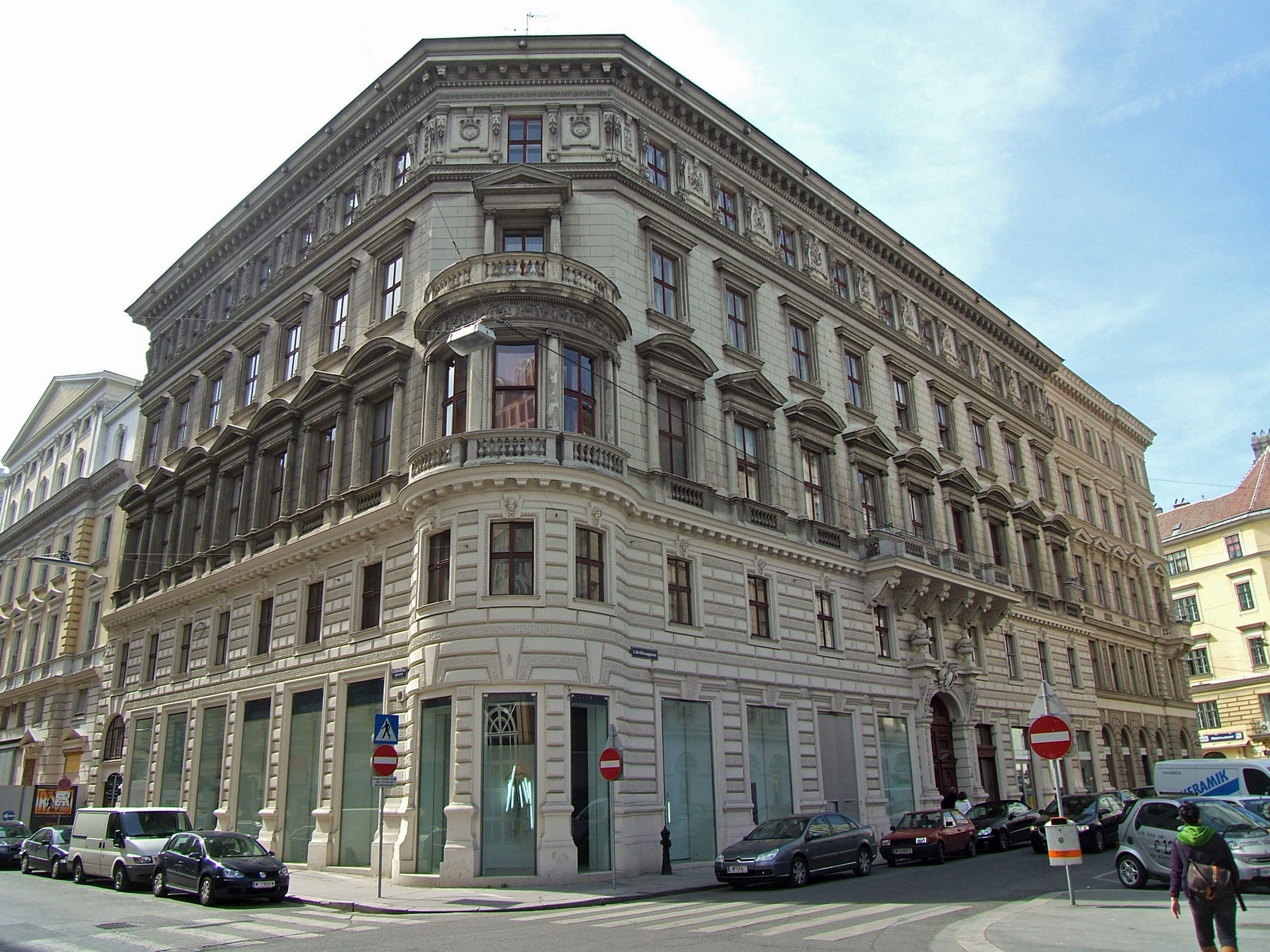
Wenen, Paleis Abensperg-Traun (Weihburggasse) (1872-heden)